# Fest & Flauschig
Fest & Flauschig ist ein deutschsprachiger Podcast vom Musikstreaming-Dienst Spotify, der von Olli Schulz und Jan Böhmermann moderiert wird. Er trat ab 15. Mai 2016 die Nachfolge der Radiosendung Sanft & Sorgfältig an. Der Podcast, der in Zusammenarbeit mit Roof Music produziert wird, wurde als Lizenzmodell der zeitweise weltweit erfolgreichste Podcast bei Spotify.

## Geschichte

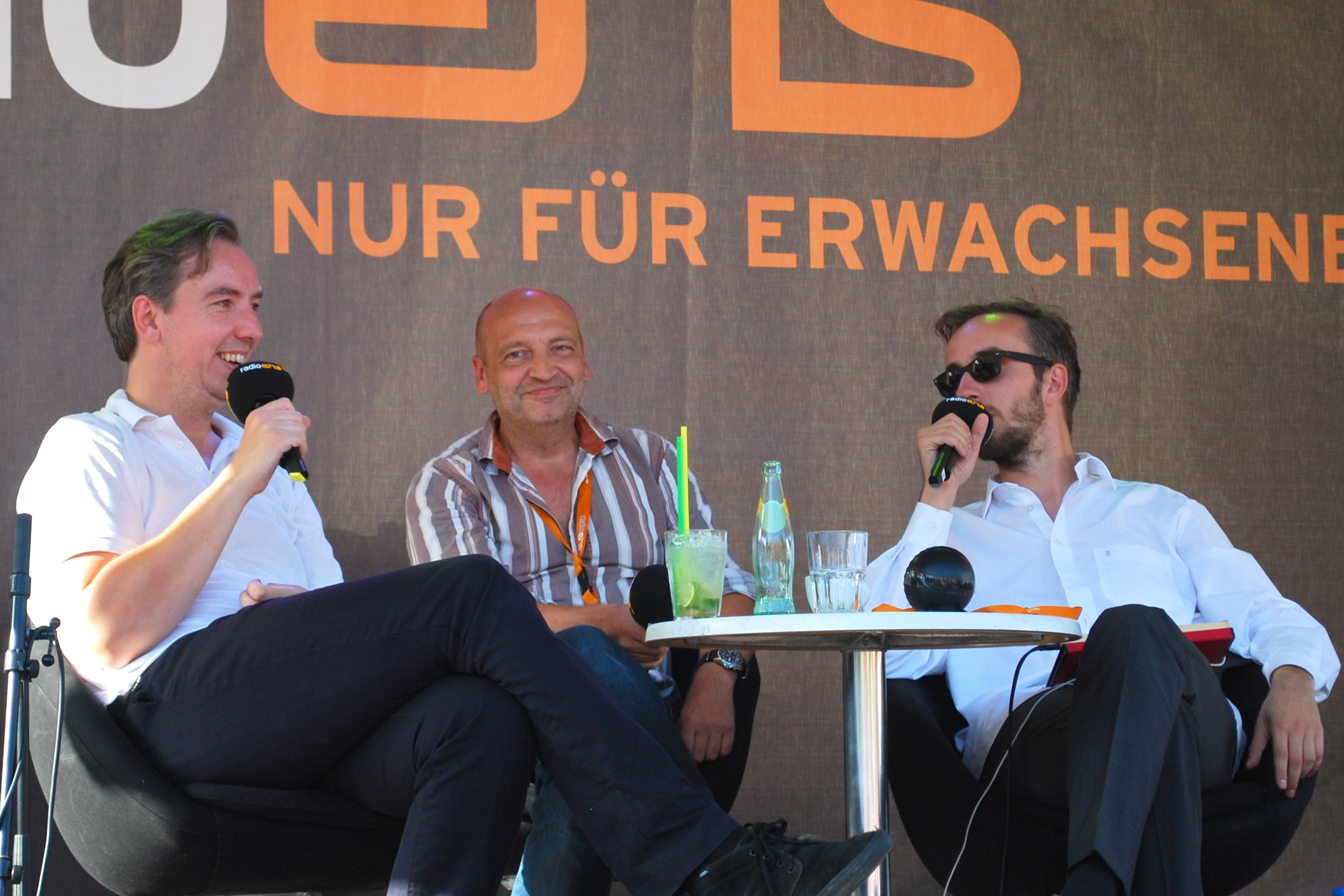
Olli Schulz (l.) und Jan Böhmermann (r.) zusammen mit dem Programmchef von Radio Eins, Robert Skuppin (2012 Sanft & Sorgfältig live)

Schulz und Böhmermann moderierten vom 9. September 2012 bis zum 24. April 2016 die Radiosendung Sanft & Sorgfältig auf dem Berlin-Brandenburger Sender Radio Eins, die auch von anderen ARD-Sendern übertragen wurde. Im Zuge der Böhmermann-Affäre kam es im Frühjahr 2016 zu einer längeren Unterbrechung der Produktion. Währenddessen gaben die Moderatoren am 25. April 2016 auf Facebook das Ende von Sanft & Sorgfältig bekannt. Kurz darauf berichteten Medien über einen geplanten Wechsel der beiden zum Streamingdienst Spotify. Dieser startete eine Werbekampagne zur neuen Sendung und gab, zwei Tage vor der ersten Ausgabe, deren endgültige Bezeichnung bekannt.
Schulz und Böhmermann, die sich noch im Jahr 2013 in ihrer Sendung kritisch über den Streaminganbieter geäußert und ihm mangelnde Fairness im Umgang mit Künstlern vorgeworfen hatten, gingen darauf in ihrer ersten Sendung bei Spotify ein. Schulz stellte zum Sinneswandel gegenüber dem Streamingdienst fest: „Ich find’ Leute, die sagen, dass sie sich immer treu sind, scheiße. Wenn du dir immer treu bleibst, bist du ein stumpfer Einzeller, der sich nicht weiterbewegt!“.

## Inhalt
Wie schon die Vorgängersendung ist auch Fest & Flauschig geprägt von Dialogen zwischen Schulz und Böhmermann. Diese zeichnen sich durch einen wenig zielorientierten, mitunter irreführenden, übertriebenen und ausufernden Verlauf aus und drehen sich um ganz oder teilweise fiktive Berichte und Betrachtungen zum Privat- und Künstlerleben der beiden. Das aktuelle politische und gesellschaftliche Geschehen wird kommentiert, wobei Ernsthaftigkeit und absurde Übertreibungen sich in hoher Frequenz abwechseln.
Nach wie vor hat jede Sendung einen eigenen Titel (etwa Künstlerische Depression oder Die Blaue Stunde), der inhaltlich aber nur eine Nebenrolle spielt. Gelegentlich treten Schulz und Böhmermann mit verstellten Stimmen als Handpuppen „Fidi & Bumsi“ auf. Böhmermann nimmt, neben dem polnischen Handwerker, der stets Piwo trinkt,  zudem gelegentlich die Rolle des fiktiven Stefan Brüllberger ein, eines politikverdrossenen und xenophoben Wutbürgers.
Während der Wortanteil in der früheren Radiosendung durch Musik, von Schulz und Böhmermann jeweils anmoderiert, unterbrochen wurde, ist dies auf Spotify aus technischen und lizenzrechtlichen Gründen nicht möglich. Es gibt neben dem Podcast eine Musik-Playlist („Fidi & Bumsi“), auf die Schulz und Böhmermann Bezug nehmen, indem sie die Sendung verbal „unterbrechen“ und Hörer auffordern, dort das jeweils anmoderierte Stück abzuspielen.

### Intro
Einige Ausgaben beginnen mit individuellen Intros, welche von Olli Schulz produziert werden und die oft skurrile Interviews aufgreifen. Zwischenzeitlich wurde das Intro auch vom Hörspielautor und -Sprecher Marco Göllner produziert. Dessen Leitmotiv war stets der erste Satz „Es ist ein stinknormaler Sonntag in Deutschland, zwei Männer unterhalten sich über dies und das und jenes“. Ab Mitte 2018 griff die Sendung wieder auf Intros von Schulz zurück, häufig wird aber auch ein eigener Fest-und-Flauschig-Song „Baby mach sie an, die Bluetoothbox“ (Erstausstrahlung in der Sendung vom 27. Januar 2019) verwendet, der im Zuge der Covid-19-Pandemie noch mit einer zusätzlichen Strophe versehen wurde. Später wurden auch Versionen des Songs von anderen Künstlern verwendet, die vorher eingeschickt wurden.

### Gäste und zusätzliche Sprecherstimmen
In unregelmäßigen Abständen werden Gäste eingeladen, so etwa Thees Uhlmann, Ina Müller, Bela B, Heinz Strunk, Barbara Schöneberger, Ralph Ruthe, Deniz Yücel, Bill Kaulitz, Katrin Bauerfeind, Sascha Draeger oder Fynn Kliemann. Einige davon, wie z. B. Dirk von Lowtzow, Ali As oder Bjarne Mädel, waren bereits mehrfach in der Sendung zu Gast.
Eine Rolle, die seit Beginn des Podcasts stark an Bedeutung gewann, war die der Redakteurin Su Holder. In frühen Folgen war Holder gelegentlich aufseiten von Olli Schulz für eingestreute Informationen im Hintergrund zu hören, im weiteren Verlauf des Podcasts wurde sie jedoch immer häufiger mit eigenem Mikrofon zugeschaltet und beteiligte sich phasenweise als dritte Gesprächspartnerin der Sendung. Mit Susanne Wündisch als neuer Redakteurin ist dieser Sprecherpart aber wieder zurückgegangen.

### Rubriken
Die Großen 5
In der Rubrik „Die Großen 5 – definiert von Böhmermann und Schulz“ stellen die beiden Moderatoren und ggf. ein Gast zu einem Thema ihre persönliche Top 5 vor. Diese Rubrik existierte bereits in derselben Form in der Radiosendung.
Trödel Time
Wenn vor allem Olli Schulz auf der Suche nach einer Rarität ist oder etwas verkaufen möchte, wird diese Rubrik eingespielt.
Tiere, die’s geschafft haben
Hier werden Tiere, die eine historische oder gesellschaftliche Bedeutung haben, vorgestellt. Meist liest Böhmermann den Text mit der Biographie des Tieres.
Party Hopping
Von 2018 bis 2019 hatte Su Holder eine eigene Rubrik, in welcher sie verschiedene Clubs und Diskotheken in Deutschland vorstellte. Die Komik ergab sich dadurch, dass durch das übertrieben affektierte Intro und durch Sus Vortragsweise erkennbar war, dass sie den jeweils besprochenen Club nicht besucht hat, sondern die Informationen aus Internetrezensionen stammten.
Die Yogalehrerin
Während der COVID-19-Pandemie 2020 erschien in einigen Ausgaben die fiktionale Kurzhörspiel-Serie „Die Yogalehrerin“ mit dem Untertitel ein „erotisches Mystery-Hörspiel von Jan Böhmermann und Olli Schulz“. In den szenisch gelesenen Episoden geht es um die Yogalehrerin Antje Wehlers, die mit zwei Figuren, von Böhmermann und Schulz verkörpert, in skurrile Situationen kommt. Auftritte in diesem Stück haben neben Böhmermann und Schulz auch Bjarne Mädel, Sascha Draeger, Peter Knorr und Katrin Bauerfeind. Schulz verstellt seine Stimme darin unter anderem als Opa. In einem Interview mit Heinz Strunk zu dessen Hörspiel-Serie Familienaufstellung auf Spotify hatte er angegeben, für diese Sprechtechnik von Strunk inspiriert worden zu sein. Am 29. April 2020 erschien das Finale der Serie. Am 5. Juli 2020, zum Beginn der Sommerpause, erschien eine 70-minütige Folge mit dem Titel „Die Yogalehrerin“, in der alle zugehörigen Ausschnitte aus den bereits veröffentlichten Folgen enthalten waren.
Metal am Mittwoch
Anfang 2022 führte Olli Schulz die neue Rubrik Metal am Mittwoch ein. Schulz erzählt dabei von Metal-Bands und -Musik und ergänzt die Fidi-und-Bumsi-Playlist mit Metal-Musik. Die Rubrik wird mit einem passenden Einspieler begonnen und auch wieder beendet. Im Februar 2023 wurde eine extra Metal am Mittwoch-Playlist auf Spotify veröffentlicht.
Local Heroes
Seit Mitte 2022 werden in unregelmäßigen Abständen kleine Geschäfte oder Gastrobetriebe in Deutschland vorgestellt, denen die Moderatoren durch „Support und Unterstützung“ – so die ironisierte Tautologie des Einspielers – zu mehr als nur lokaler Bekanntheit verhelfen wollen.
Jobbörse
In Anlehnung an Local Heroes gibt es seit Herbst 2023 die Rubrik Jobbörse, in der sich mittelständische Betriebe („Einzelhandel, Messebau, Fusspflege, Bäckerei, Textilienhandel, Fahrradladen, Frozen Yogurt, Sonnenbank, Rotlichtgewerbe, Grüner Daumen, Landwirtschaft, Eierdieb, Akupunktur, und Försterei“) vorstellen und auf offene Stellen bei ihnen hinweisen können.
Die Elektroumschau: Die elektrische Show
Jan Böhmermann informiert in unregelmäßigen Abständen über die neusten Entwicklungen im Bereich der Batterieelektrischen Fahrzeuge.

## Produktion
Die wöchentlichen neuen Folgen erscheinen sonntags um 0 Uhr auf Spotify und seit September 2024 auch auf anderen Podcast-Plattformen. Seit Januar 2020 erschien bis Sommer 2024 auch mittwochs eine kürzere Ausgabe, zunächst unterschiedlich betitelt, ab dem 16. Dezember 2020 unter dem finalen Namen #BOOMERCRINGE. Diese zusätzlichen Ausgaben wurden nach Aussage von Jan Böhmermann in der Podcast-Episode vom 7. September 2024 jedoch aus Zeitgründen eingestellt. Die Aufzeichnung erfolgt einige Tage vorher, wobei die Moderatoren sich in der Regel an unterschiedlichen Orten, meist an ihren Wohnorten Köln und Berlin, aufhalten. Vereinzelt werden Sendungen auch von anderen Orten aus aufgezeichnet, wenn die Moderatoren auf Reisen sind.
Die Länge des Podcasts schwankt in der Sonntagsausgabe zwischen einer knappen und zwei Stunden, je nach Themenlage und Ausdauer der Moderatoren. Oft ist dies auch Anlass, mit gespieltem Ernst darüber zu debattieren, ob man bereits „genug abgeliefert“ habe. Die Mittwochsfolge #BOOMERCRINGE war in der Regel kürzer als eine Stunde.
Im Mai 2019 gab Spotify bekannt, die Sendung um drei weitere Staffeln verlängert zu haben. Im August 2022 erfolgte eine weitere Verlängerung um drei Jahre.

### Spezialsendungen
- Zirkus-Special mit Janolli 2016: Am Montag, dem 19. Dezember 2016 liefen im Berliner Tempodrom Aufnahmen zu einer zweiteiligen Weihnachtssendung mit Gästen.[12] Das „Zirkus-Special“ mit 2.500 Zuschauern, das unter dem Titel Janolli lief, wurde aufgrund des Anschlags auf den Weihnachtsmarkt an der Gedächtniskirche, unweit des Veranstaltungsortes, nach etwa einer Stunde abgebrochen.[13][14]

- Weihnachtszirkus 2017: Wiederholt wurde der Weihnachtszirkus am Montag, den 18. Dezember 2017, wobei Bastian Pastewka und Jenny Elvers als Überraschungsgäste auftraten. Zuschauer, die bei der abgebrochenen Aufführung 2016 bereits anwesend waren, wurden bei der Kartenvergabe bevorzugt. Die Einnahmen wurden an gemeinnützige Organisationen gespendet. Böhmermann gab hierzu auch die ID einer Bitcoin-Wallet an und wandelte den erhaltenen Betrag zu weiteren Spenden um.[15]

- 100. Podcast-Folge: Am Dienstag, dem 18. September 2018 liefen in der Sporthalle Hamburg die Aufnahmen zum Jubiläums-Podcast der zweiteiligen 100. Folge mit 4.000 Zuschauern. Gäste waren im ersten Teil Heimwerkerkönig und YouTuber Fynn Kliemann sowie im zweiten Teil Heinz Strunk, Thees Uhlmann und MC Sebastian „Porky“ Dürre von Deichkind, der eigentlich privat im Publikum saß.[16][17]

- Fest & Flauschig Weihnachtsexpress 2018: Am Dienstag, dem 18. Dezember 2018 erfolgte erneut eine zweiteilige Aufnahme einer Weihnachtssendung. Dies fand erstmals im ausverkauften Starlight Express Theater in Bochum statt. Im Zuge der besonderen örtlichen Gegebenheiten in der Halle traten Schulz und Böhmermann zeitweise auf Rollschuhen, bzw. einem Fahrrad, auf. Ebenfalls erfolgte ein kurzer Auftritt einiger Darsteller des ortsansässigen Musicals Starlight Express. Böhmermann und Schulz verteilten während der Aufzeichnung Geschenke bekannter TV-Persönlichkeiten wie Joko Winterscheidt und Palina Rojinski. Gäste waren die Moderatorin und DJ Larissa Rieß sowie der Musiker Chilly Gonzales.

- Fest & Flauschig – Once Upon a Time in Vegesack 2019: Am Samstag, dem 21. Dezember 2019, erfolgte die zweiteilige Aufzeichnung der Weihnachtssendungen 2019 im Gustav-Heinemann-Bürgerhaus in Vegesack, Böhmermanns Heimatort, statt. Da die Veranstaltungshalle nur ca. 600 Zuschauer fasst, wurden die Karten für die beiden Shows einzeln verkauft, so dass in Summe ca. 1200 Zuschauer an den Aufnahmen teilnehmen konnten. Im Gegensatz zu den Veranstaltungen der Vorjahre, bei denen es viele Gäste gab, war die erste Aufzeichnung eine Folge ohne Gäste; in der zweiten Aufzeichnung war Bosse als einziger Gast eingeladen.

- Weihnachten zuhause 2020: Wegen der Pandemie-Bedingungen wurde 2020 auf eine Jahresabschluss-Show mit Livepublikum und Gästen verzichtet. Stattdessen übertrugen die beiden Moderatoren am 19. Dezember 2020 über 2,5 Stunden ihre „Weihnachten zuhause“-Show live aus einem Berliner Hotelzimmer. Als Gäste zugeschaltet waren Christian Drosten, Ina Müller, Tim Mälzer und Tedros Teclebrhan. Im Zuge des Spendenaufrufs wurden noch während der Show über 150.000 Euro Spendengelder gesammelt, zuletzt waren es schließlich über 225.000 Euro.[18]

- Fest & Flauschig – Himmlisches Boosterfest war der Titel der Weihnachtssendung 2021, die am 16. Dezember wie schon im Vorjahr ohne Livepublikum im Waldorf-Astoria Hotel in Berlin aufgezeichnet und live übertragen wurde. Durch die gelockerten Corona-Bestimmungen waren als Gäste Detlev Buck, Kida Khodr Ramadan und Eva Schulz vor Ort, Olli Dittrich war per Videokonferenz zugeschaltet. Bei dieser Weihnachtsausgabe wurde eine Rekordspendensumme von ca. 1,2 Millionen Euro eingesammelt, die zu gleichen Teilen an das Kinderhospiz Sternenbrücke in Hamburg, die Organisation Wünschewagen, die Stiftung Hochschulmedizin der Uni Dresden sowie dem Verein Wir packen’s an – Nothilfe für Geflüchtete gespendet wurde.[19]

- Fest und Flauschig – Auf die Hand/Fest und Flauschig – Zu Hause: Seit 2020 läuft neben der normalen Ausgabe am Sonntag ebenfalls ein verkürzter Podcast von ca. 30 Minuten am Mittwoch. Die Mittwochsausgabe erschien zunächst unter dem Titel Fest und Flauschig – Auf die Hand bei Spotify. Im Zuge der COVID-19-Pandemie wurde die Frequenz der Sendung kurzfristig weiter auf fünf Folgen pro Woche erhöht und Ausgaben Dienstag–Freitags unter dem Titel Fest und Flauschig – Zu Hause veröffentlicht. In diesem Zeitraum wurde auch die Mittwochsausgabe Fest und Flauschig – Auf die Hand durch das Format Fest und Flauschig – Zu Hause ersetzt. Daneben gab es weiterhin die bekannte wöchentliche Ausgabe am Sonntag. Ab der Sonntagsausgabe vom 26. April 2020 sendeten Böhmermann und Schulz wieder nach dem alten Sendeplan. Weiterhin gaben sie ab der Sendung vom 16. Dezember 2020 der Mittwochsausgabe einen neuen Titel namens Boomercringe, den sie bis zur letzten Ausgabe am 16. Juli 2024 beibehielten.

- Geheime Freitagssendung: Beginnend mit dem 15. Mai 2020[20] wurde bis zum 26. Juni 2020 auch am Freitag eine kürzere Ausgabe gesendet, die in ironischer Weise und in verschwörerischem Unterton als Geheimprojekt ausgegeben wurde, von dem niemand außerhalb der Community wissen dürfe.

### Trivia
In der Sendung vom 25. Juni 2017, in der Rapper Ali As zu Gast war, brach die Verbindung zu Böhmermann aufgrund eines Unwetters nach 20 Minuten ab. Schulz und sein Gast moderierten den Rest der Sendung daraufhin allein weiter. Auch in der Folge Auf die Hand vom 21. Oktober 2020, die Schulz auf der Autobahn zwischen Berlin und Hamburg aufnahm, reißt ab Minute 21:40 der Empfang ab, woraufhin Böhmermann die Sendung abmoderiert und Schulz über Telefon zuschaltet.

## Rezeption
Fest & Flauschig ist einer der erfolgreichsten deutschsprachigen Podcasts auf dem Musikstreaming-Dienst Spotify. Schätzungsweise hat er mehrere 100.000 Hörer. Laut Aussagen von Spotify war Fest & Flauschig zeitweise der weltweit erfolgreichste Podcast des Unternehmens. Auf Spotify ist er dauerhaft in den Podcast-Charts (Podcasts mit den meisten Hörern). Zusammen mit Herrengedeck – Der Podcast teilen sich Böhmermann und Schulz den Podcastpreis 2018 in der Kategorie Unterhaltung.
Inhalte des Podcast, insbesondere Kommentare und Erklärungen Böhmermanns etwa zu seiner Fernsehsendung ZDF Magazin Royale (und zuvor Neo Magazin Royale), werden immer wieder von Medien in deren Berichterstattung aufgegriffen.